# فیورانو ال سریو
فیورانو ال سریو (به ایتالیایی: Fiorano al Serio) یک کومونه در ایتالیا است که در استان برگامو واقع شده‌است.

## خصوصیات
فیورانو ال سریو ۱٫۱ کیلومترمربع مساحت و ۳٬۰۳۵ نفر جمعیت دارد و ۳۹۶ متر بالاتر از سطح دریا واقع شده‌است.